# Chignik (Alasca)

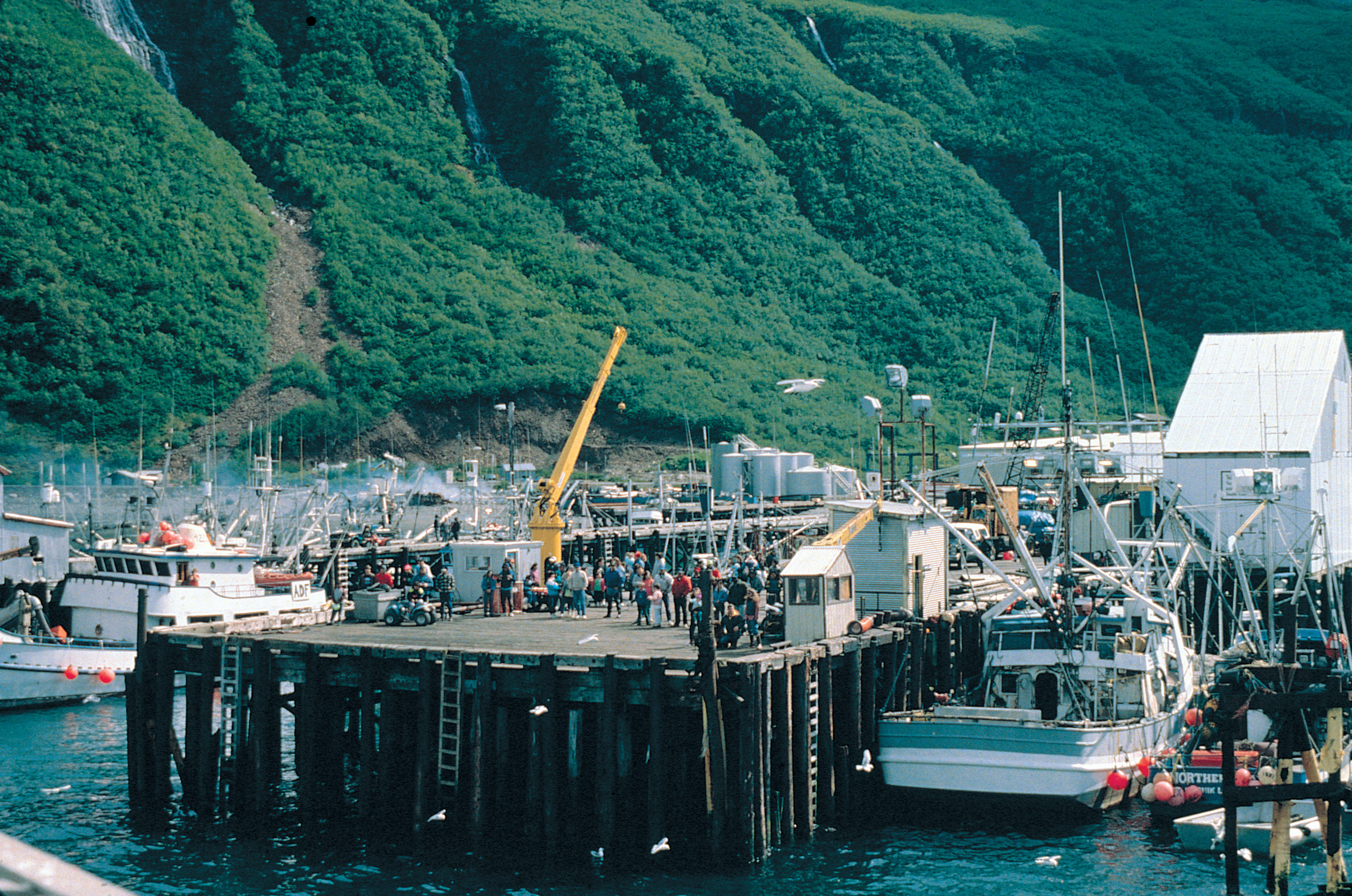

Chignik é uma cidade localizada no estado americano de Alasca, no Distrito de Lake and Peninsula.

## Demografia
Segundo o censo americano de 2000, a sua população era de 79 habitantes.
Em 2006, foi estimada uma população de 66, um decréscimo de 13 (-16.5%).

## Geografia
De acordo com o United States Census Bureau, a localidade tem uma área de 41,1 km², dos quais 30,3 km² cobertos por terra e 10,8 km² cobertos por água.

## Localidades na vizinhança
O diagrama seguinte representa as localidades num raio de 80 km ao redor de Chignik.